# Boogerman: A Pick and Flick Adventure
Boogerman: A Pick and Flick Adventure est un jeu de plate-forme développé et publié par Interplay Entertainment et sorti sur Mega Drive et Super Nintendo en 1995,. En 2008, une réédition intègre les jeux de la console virtuelle (Wii).
Le joueur dirige Boogerman, le personnage principal. Balayeur pour un laboratoire, Boogerman doit entrer dans une dimension parallèle d'ordures et de saleté pour sauver le monde.
La particularité de Boogerman est d'être un jeu qui plonge le joueur dans un monde dégoûtant. Le héros, dont le nom signifie "crotte de nez man" doit se battre contre des créatures à forte acné, fouiller des tas d'ordures à la recherche de bonus de gaz ou autres.

## Système de jeu
Le jeu se déroule comme un jeu de plateforme classique en 2D. Boogerman peut avancer, sauter, se baisser.
Pour tuer les ennemis il peut leur sauter dessus, leur roter au visage, péter sur eux ou leur jeter une crotte de nez.
il est possible de varier la puissance des pets et des rots selon l'intensité avec laquelle le joueur maintient appuyé le bouton en question.
Le jeu est subdivisé en 5 zones comprenant chacune 4 niveaux (soit 20 niveaux au total). Les bonus stages se trouvent dans des cuvettes de toilettes.
Il est possible de récupérer des boîtes de haricots aérophages qui permettent à Boogerman de voler un court instant.
Le jeu est très répétitif, puisque aucune nouveauté n'apparait dans le jeu après le premier niveau.

## Développement
En 1993, Mike Stragey et Chris Tremmel entament le développement d'un jeu Mega Drive pour l'éditeur Interplay Productions. Respectivement programmeur principal et concepteur, les deux cocréateurs ont pour consigne de réaliser un jeu qui soit à la fois amusant et répugnant, susceptible de plaire à la « génération Les Crados ». Ils soumettent alors plusieurs concepts drôles et choquants aux dirigeants Brian Fargo et Alan Pavlish, formant ainsi la base de ce qui deviendra Boogerman. Après environ un an de développement, le jeu paraît sur Mega Drive le 18 novembre 1994 en Amérique du Nord et le 2 décembre 1994 en Europe,. Un portage Super Nintendo paraît le 5 décembre 1995 en Amérique du Nord,, puis le 25 janvier 1996 en Europe.

## Accueil
Le jeu a reçu un accueil mitigé, mais n'a pas, malgré ce que les magazines Super Power et Mega Force prévoyaient, fait scandale.
Super Power a noté le jeu 90 % dans le no 39 (janvier 1996), ce qui fait suite à la preview élogieuse de décembre 1995. Le magazine Joypad lui a attribué la note de 76% (no 49, janvier 1996) tandis que Player One lui a donné 86% (voir "Liens Externes").

## Postérité

### Campagne Kickstarter
Le 16 octobre 2013, Chris Tremmel et Mike Stragey annoncent le lancement d'une campagne Kickstarter visant à récolter 375 000 dollars au plus tard le 20 novembre, une somme qui doit permettre à leur entreprise Toy Ghost de développer un nouveau jeu Boogerman en haute définition avec une sortie prévue pour novembre 2014. La campagne de financement participatif est un échec, et le jeu ne voit jamais le jour,,.

### Rééditions
Le jeu est réédité sur console virtuelle Wii en 2008, et sur Evercade en 2020, dans la compilation Interplay Collection 1.